# Бака, Михаил Макарович
Михаил Макарович Бака (3 сентября 1927 — 2 марта 2009) — советский и украинский государственный, общественный и спортивный деятель, доктор педагогических наук, профессор. Депутат Верховного Совета УССР 10 и 11 созывов.

## Биография
Родился в крестьянской семье. Участник Великой Отечественной войны, подростком участвовал в действиях партизанского отряда.
После войны окончил техникум физкультуры, с 1947 года работал инспектором Днепропетровского городского комитета по физической культуре и спорту, с 1948 года — преподавателем физического воспитания в школе.
Член КПСС с 1953 года.
В 1953 году заочно окончил Киевский институт физической культуры, был в 1953—1956 годах заведующим кафедрой физического воспитания Днепропетровского фармацевтического института.
В 1956—1959 годах — председатель Днепропетровского областного комитета по физической культуре и спорту. В 1959—1966 годах — председатель Днепропетровского областного совета Союза спортивных обществ и организаций.
в 1966—1973 годах был заместителем председателя Украинского республиканского совета общества «Динамо».
В декабре 1973 — июле 1990 года — председатель Комитета по физической культуре и спорту при Совете Министров Украинской ССР, входил в состав коллегии Госкомспорта СССР и Президиума Национального олимпийского комитета СССР, был одним из организаторов олимпийских соревнований по футболу в Киеве в программе Олимпиады 1980 года.
В 1990—1999 годах — профессор, заведующий кафедрой социально-экономических и организационно-правовых основ управления физической культурой и спортом Национального университета физического воспитания и спорта Украины. С 1999 года — главный научный сотрудник Научно-исследовательского института физической культуры и спорта.
Был членом коллегии Министерства Украины по делам семьи, молодёжи и спорта, почётным членом Национального олимпийского комитета Украины, председателем Совета ветеранов физической культуры и спорта Украины, который возглавлял с сентября 1997 года. Избирался депутатом Верховного Совета УССР 10 и 11 созывов (1980—1990 годы).
Умер 2 марта 2009 года. Похоронен в Киеве на Байковом кладбище (участок № 52).

## Награды
Заслуженный работник физической культуры и спорта Украины, заслуженный работник культуры Украинской ССР (2 сентября 1977 года), заслуженный тренер СССР и Украины.
Награждён орденом Трудового Красного Знамени, орденом Отечественной войны II степени, орденом Дружбы народов, двумя орденами «Знак Почёта» (2 сентября 1987), орденом «За заслуги» III и II степени, орденом «За мужество» III степени, Олимпийским орденом.